# Šemetkovce
Šemetkovce je obec na Slovensku v okrese Svidník. Nad obcí je zachovalý Dřevěný kostel z roku 1752 zasvěcený sv. Michalovi archandělu, který stále slouží svému účelu. Žije zde 90 obyvatel.
První písemná zmínka je o obci z roku 1572. V dobových dokumentech je obec uváděna pod názvem Semethkocze, v roce 1618 Semetkocz, Semetkowze, 1773 Semetkocz, Semetkovecz, 1786 Sem [et] Koczi, Semetkowcze, 1808 Szemetkócz, Semetkowce, Smetkowce, 1863–1902 Semetkóc, 1907–1913 Szemes, 1920 Šemetkovce a od roku 1927 Šemetkovce.

## Polohopis
Obec historicky byla součástí Šarišské župy, Svídnické okresu. Po vzniku Československa patřila do Prešovského okresu až do roku 1960. Po vzniku Východoslovenského kraje byla součástí Bardejovského okresu. Od roku 1968 patřila do nově vzniklého okresu Svidník.

## Symboly obce

### Znak
V modrém štítě v zelené pažitu stojící černý obrácený medvěd ve stříbrné zbroji, předními tlapami se opírající o velký zlatý snop. Do snopu je zleva zapíchnutý stříbrný srp se zlatou rukojetí. Znak byl vytvořen podle otisku pečetidla obce z roku 1868. Autory znaku jsou Jozef Novák a Ladislav Čisárik. Znak byl přijat na jednání zastupitelstva 27. prosince 2000 a je zapsán v Heraldickém rejstříku Slovenské republiky pod č. S-214/2000.

### Vlajka
Vlajka obce sestává z pěti vodorovných pruhů v barvách modré, žluté, černé, bílé a zelené. Vlajka má poměr stran 2:3 a ukončena je třemi cípy, tj. dvěma zástřihy, sahajícími do třetiny její listu.

## Dějiny
Obec byla založena v letech 1553 až 1572. V zachované listině psané maďarsky od šlechtice-protestanta Juraje Rákocziho (išpana-župana Boršodu) z 28. března roku 1623, je zpráva, že tento šlechtic obnovil privilegium (zbytek dávného Valašského práva), aby duchovní otec Alexander, kněz ze Šemetkoviec byl uvolněn z jakékoliv roboty na panském tj. z roboty, jakou museli provádět jiní poddaní a místo práce měl platit ročně daň 10 florénů.
Šemetkovce byly součást panství Makovica a v 19. století patřily Szirmayovcům. V roce 1782 měla obec 29 domů a 228 obyvatel, v roce 1828 bylo v obci 32 domů a 252 obyvatel, v roce 1940 42 domů a 268 obyvatel, kteří se zabývali chovem dobytka a pracovali v lesích.
V polovině 19. století tento region postihlo velké vystěhovalectví, které neubránila ani tato obec.
I na počátku 20. století a vzniku první ČSR se charakter zaměstnání nezměnil. Pro vylepšení finanční situace obyvatelé si vypomáhali sezónními prácemi.
V letech 1943 až 1944 v obci a na okolí působily partyzánské skupiny. Během přechodu fronty v listopadu 1944 obec byla velmi poškozena.
JRD bylo založeno až v roce 1960. Značná část obyvatel pracovala v průmyslových závodech ve Svidníku a v Košicích.

## Památky

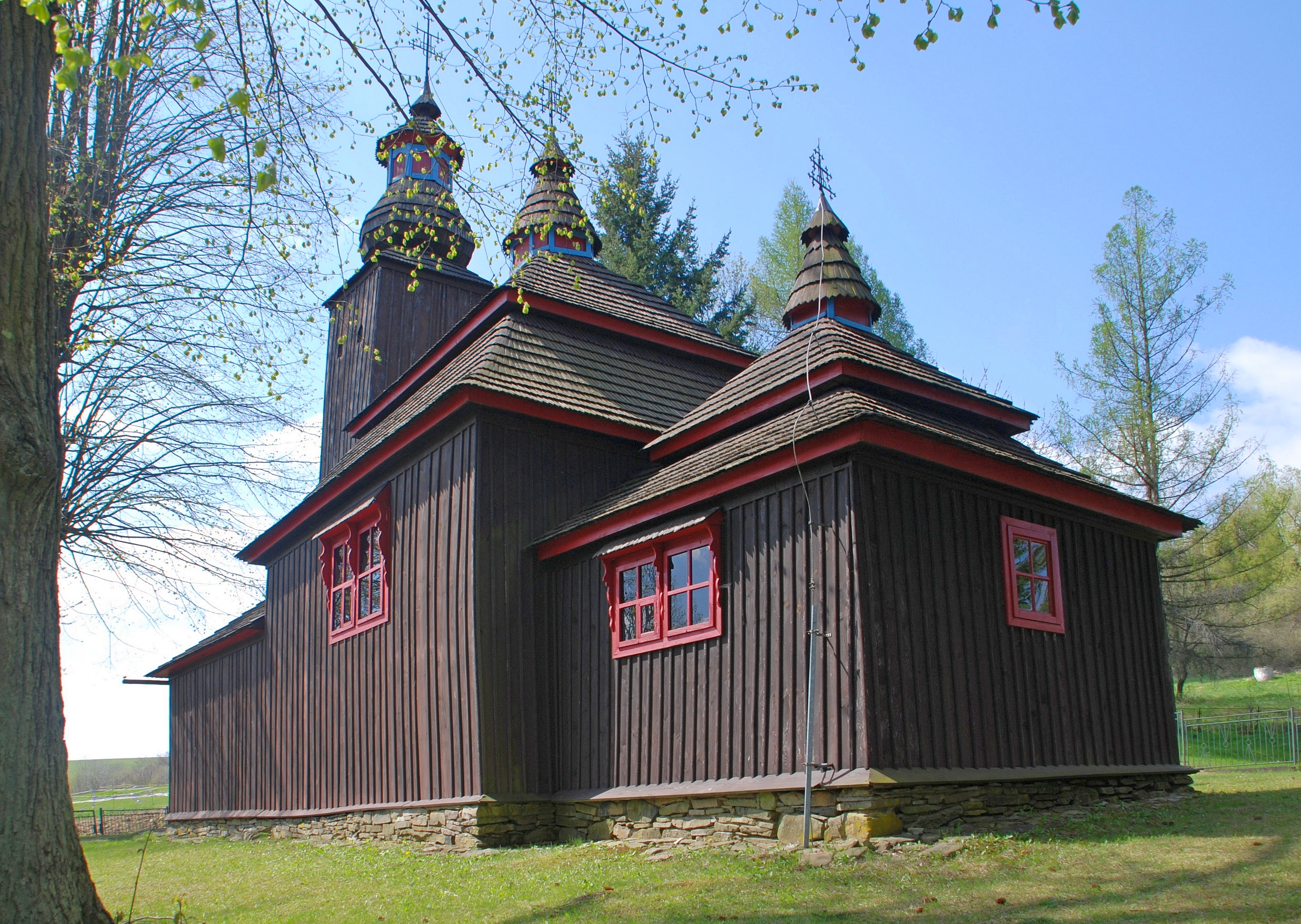
Řeckokatolický dřevěný chrám svatého Michala z roku 1752

V obci se nachází dřevěná tříprostorová srubová cerkev východního obřadu svatého Michala archanděla z roku 1752. Při vojenských operacích Karpatsko-dukelské operace, při tankové bitvě v údolí smrti, v říjnu a listopadu 1944, byla cerkev poškozena. K její obnově přispěli občané obce v roce 1945. Od roku 1968 je cerkev národní kulturní památkou.
Věž cerkvi je zakončena Makovičkou s tamburem a kovaným kovovým křížem, která vyrůstá z konstrukce objektu. Dvoustupňové stanové střechy nad svatyní a lodí jsou zakončeny kuželovitými věžičkami pokrytými šindelem s kovanými kříži. Celý srub obdobně jako i ostatní dřevěné cerkve z exteriéru je obložen vertikálně položenými deskami s lištami, které byly obnoveny v roce 2001. Před portálem cerkvi je malá vstupní předsíň, jejíž také střecha je pokryta šindelem.
V interiéru cerkve na stěnách se zachovaly zbytky nástěnných maleb. Barokní čtyřřadý dřevěný ikonostas s carskými dveřmi je z 2. poloviny 18. století. Některé ikony zakomponované do ikonostasu jsou ze staršího období. Ikonostas a oltář byly restaurovány v letech 1969–1970. Znovu byl restaurován v roce 2005. Na oltáři jsou tzv. miniaturní antické sloupky, a je tam malý bohostánok s ikonou Panny Marie.
Zvonice se třemi zvony z druhé poloviny 20. století, byla postavena v 19. století a nachází se na místě zvonice z 18. století.

## Obyvatelstvo
V roce 1869 měla obec 137 obyvatel, v roce 1880 182, v roce 1890 191, 1900 194, 1910 317, 1921 232, 1930 265, 1940 168, 1948 233, 1961 321 a v roce 1970 231 obyvatel.